# Tephrosia iringae
Tephrosia iringae är en ärtväxtart som beskrevs av Baker f.. Tephrosia iringae ingår i släktet Tephrosia och familjen ärtväxter. Inga underarter finns listade i Catalogue of Life.